# De Beat
De Beat is het tweede studioalbum van de Ghost Rockers. 
Het album bevat 11 nummers, die reeds in verkorte versie te horen waren in het tweede seizoen van de gelijknamige reeks. 
Tijdens een optreden op Pennenzakkenrock ontvingen de Ghost Rockers een Gouden Plaat voor het album 'De Beat'.

## Tracklist
| 1.                 | De Beat                    | 02:39 |
| 2.                 | Hey pas op                 | 02:55 |
| 3.                 | Volg je gevoel             | 02:45 |
| 4.                 | Laat me vrij               | 02:49 |
| 5.                 | In de kelder van mijn hart | 02:42 |
| 6.                 | De stilte in de storm      | 02:16 |
| 7.                 | De film van ons leven      | 02:41 |
| 8.                 | 18 voor altijd             | 03:25 |
| 9.                 | Diamant                    | 02:57 |
| 10.                | Telescoop                  | 03:01 |
| 11.                | Lente                      | 02:28 |
| Totale duur: 30:38 |                            |       |

## Hitnoteringen

### VlaamseUltratop 200Albums
| Hitnotering: 13-02-2016 t/m 5-08-2017 | Hitnotering: 13-02-2016 t/m 5-08-2017 | Hitnotering: 13-02-2016 t/m 5-08-2017 | Hitnotering: 13-02-2016 t/m 5-08-2017 | Hitnotering: 13-02-2016 t/m 5-08-2017 | Hitnotering: 13-02-2016 t/m 5-08-2017 | Hitnotering: 13-02-2016 t/m 5-08-2017 | Hitnotering: 13-02-2016 t/m 5-08-2017 | Hitnotering: 13-02-2016 t/m 5-08-2017 | Hitnotering: 13-02-2016 t/m 5-08-2017 | Hitnotering: 13-02-2016 t/m 5-08-2017 | Hitnotering: 13-02-2016 t/m 5-08-2017 | Hitnotering: 13-02-2016 t/m 5-08-2017 | Hitnotering: 13-02-2016 t/m 5-08-2017 | Hitnotering: 13-02-2016 t/m 5-08-2017 | Hitnotering: 13-02-2016 t/m 5-08-2017 | Hitnotering: 13-02-2016 t/m 5-08-2017 | Hitnotering: 13-02-2016 t/m 5-08-2017 | Hitnotering: 13-02-2016 t/m 5-08-2017 | Hitnotering: 13-02-2016 t/m 5-08-2017 | Hitnotering: 13-02-2016 t/m 5-08-2017 |
| Week:                                 | 1                                     | 2                                     | 3                                     | 4                                     | 5                                     | 6                                     | 7                                     | 8                                     | 9                                     | 10                                    | 11                                    | 12                                    | 13                                    | 14                                    | 15                                    | 16                                    | 17                                    | 18                                    | 19                                    | 20                                    |
| ------------------------------------- | ------------------------------------- | ------------------------------------- | ------------------------------------- | ------------------------------------- | ------------------------------------- | ------------------------------------- | ------------------------------------- | ------------------------------------- | ------------------------------------- | ------------------------------------- | ------------------------------------- | ------------------------------------- | ------------------------------------- | ------------------------------------- | ------------------------------------- | ------------------------------------- | ------------------------------------- | ------------------------------------- | ------------------------------------- | ------------------------------------- |
| Positie:                              | 4                                     | 9                                     | 12                                    | 8                                     | 9                                     | 8                                     | 12                                    | 12                                    | 19                                    | 17                                    | 22                                    | 16                                    | 21                                    | 31                                    | 27                                    | 26                                    | 41                                    | 40                                    | 42                                    | 28                                    |
| Week:                                 | 21                                    | 22                                    | 23                                    | 24                                    | 25                                    | 26                                    | 27                                    | 28                                    | 29                                    | 30                                    | 31                                    | 32                                    | 33                                    | 34                                    | 35                                    | 36                                    | 37                                    | 38                                    | 39                                    | 40                                    |
| Positie:                              | 23                                    | 25                                    | 26                                    | 28                                    | 18                                    | 35                                    | 24                                    | 32                                    | 24                                    | 20                                    | 22                                    | 39                                    | 48                                    | 45                                    | 47                                    | 85                                    | 66                                    | 58                                    | 36                                    | 36                                    |
| Week:                                 | 41                                    | 42                                    | 43                                    | 44                                    | 45                                    | 46                                    | 47                                    | 48                                    | 49                                    | 50                                    | 51                                    | 52                                    | 53                                    | 54                                    | 55                                    | 56                                    | 57                                    | 58                                    | 59                                    | 60                                    |
| Positie:                              | 68                                    | 51                                    | 73                                    | 72                                    | 110                                   | 47                                    | 42                                    | 27                                    | 26                                    | 41                                    | 77                                    | 40                                    | 40                                    | 79                                    | 100                                   | 89                                    | 144                                   | 130                                   | 150                                   | 109                                   |
| Week:                                 | 61                                    | 62                                    | 63                                    | 64                                    | 65                                    | 66                                    | 67                                    | 68                                    | 69                                    | 70                                    | 71                                    | 72                                    | 73                                    | 74                                    | 75                                    | 76                                    | 77                                    | 78                                    | 79                                    | 80                                    |
| Positie:                              | 149                                   | 142                                   | 162                                   | 168                                   | 149                                   |                                       |                                       |                                       |                                       |                                       |                                       |                                       |                                       |                                       |                                       |                                       |                                       |                                       |                                       |                                       |